# Tipula subvafra
Tipula subvafra är en tvåvingeart som beskrevs av Paul Lackschewitz 1936. Tipula subvafra ingår i släktet Tipula och familjen storharkrankar. Inga underarter finns listade i Catalogue of Life.